# Distinctief kenmerk
Een distinctief kenmerk (Eng. distinctive feature) is een betekenisonderscheidend kenmerk van iets dat aan spraak gerelateerd is. Het begrip werd eerst alleen gebruikt in de fonetiek en de fonologie, om fonemen te onderscheiden en alle segmenten op te delen in natuurlijke klassen die door de verschillende combinaties van distinctieve kenmerken van elkaar worden onderscheiden. Van daaruit werd het begrip distinctief kenmerk uitgebreid naar de morfologie, de lexicologie en de computationele taalkunde.

## Binair vs. univalent
Een distinctief kenmerk is in de fonologie een eigenschap waardoor het ene foneem zich onderscheidt van het andere. Om alle mogelijke fonen van elkaar te onderscheiden stelde Roman Jakobson eerst een soort binair systeem op, met "+/-"-waarden (bijvoorbeeld [+voice], [-voice]). Later stelden andere fonologen zoals Colin J. Ewen als alternatief de zogeheten "univalente", "unaire" of "privatieve" distinctieve kenmerken voor, waarbij segmentklassen niet meer worden onderscheiden op grond van het ontbreken van een bepaald kenmerk. Een kenmerk als [labiaal] wordt zo alleen nog gebruikt om de klasse van labiale segmenten te definiëren, terwijl op grond van "niet-labiaal" geen specifieke opdeling kan worden gemaakt.   

#### Voorbeeld 1
Het foneem /p/ - dat in heel veel talen waaronder het Nederlands voorkomt -, heeft de volgende distinctieve kenmerken:
- het is stemloos (en onderscheidt hierdoor van /b/)
- het is een bilabiale klank (en onderscheidt zich hierdoor van /t/ en /k/)
- het is een plosief (en onderscheidt zich hierdoor van de fricatief /f/)

#### Voorbeeld 2
Het foneem  /e:/ onderscheidt zich alleen van /ɛ/ door zijn lengte (vgl. het minimale paar beet  [be:t] - "bed" [bɛt]). Voor de rest hebben beide klanken dezelfde distinctieve kenmerken, nl. [+(middel)hoog], [+voor], [-rond] en [+continu].

## Onderspecificatie
Onderspecificatie is het verschijnsel dat in de onderliggende vorm van een foneem een of meerdere distinctieve kenmerken worden weggelaten. Dit kan omdat het betreffende kenmerk al automatisch volgt uit een ander kenmerk dat wel gespecificeerd is.
Een voorbeeld in het Engels is de manier waarop de klinkers /i, ɪ, e, ɛ, æ/ fonologisch worden genoteerd, namelijk zonder het binaire kenmerk [-rond]. Dit kan omdat alle voor in de mond gelegen klinkers (voorklinkers) automatisch ook het kenmerk "niet-rond" hebben. Soms wordt aan een klinker nooit het kenmerk [-rond] gegeven, omdat het dit automatisch heeft als het niet [+rond] is. 